# Mangde Chhu
Mangde Chhu är ett vattendrag i Bhutan. Det ligger i den sydöstra delen av landet. Floden förenas vid Panbang med Drangme Chhu som sedan heter Manās.
I omgivningarna runt Mangde Chhu växer i huvudsak städsegrön lövskog.